# Aucklandská umělecká galerie
Aucklandská umělecká galerie (anglicky Auckland Art Gallery Toi o Tāmaki) je hlavní veřejná galerie v novozélandském Aucklandu. Vznikla roku 1888 jako první veřejná stálá galerie na Novém Zélandu a dnes je její sbírka umění nejrozsáhlejší v tomto státě. Sbírka zahrnuje asi 15 tisíc položek. Je zde zastoupeno evropské umění od středověku po současnost a jsou zde také zastoupeni významní novozélandští umělci jako Gretchen Albrecht, Marti Friedlander, C. F. Goldie, Alfred Henry O'Keeffe, Frances Hodgkins, Bohumír Lindauer nebo Colin McCahon.